# 布道台
布道台（挪威語：Preikestolen）也译为圣坛岩，是位於挪威挪威西南部羅加蘭郡斯特蘭附近的旅遊景點。懸崖兀立於呂瑟峽灣海岸，高604米，正對著谢拉格山，頂部為一塊25米見方的方形岩石，因形狀類似教堂牧师的講台得名。
在21世紀初，該地區的旅遊業不斷增長，到2012年，遊客人數達到了150,000至200,000人次，使其成為挪威最著名的自然旅遊景點之一。定點跳傘運動員經常從懸崖上跳下。由於該地點越來越受歡迎，夏尔巴人在2013年改進了通往該地點的一條常用路徑，是一條3.8公里（2.4英里）長的徒步旅行路線。

## 安全問題
尽管悬崖并没有任何防护措施，但直至2013年10月前并没有人员意外伤亡。2013年10月，一名西班牙游客从山上坠落。2024年6月，又有一名遊客墜落身亡。冬季由于气象恶劣且多变，不建议前往攀爬。

## 图片
- 剖面图
- 从布道台俯瞰，下为吕瑟峡湾
- 从布道台拍摄的吕瑟峡湾全景图
- 布道台，2009年6月
- 布道台顶部，2009年6月
- 布道台和吕瑟峡湾